# Družina (fiume)
La Družina (in russo Дружи́на?) è un fiume della Siberia Orientale, affluente di sinistra dell'Indigirka]. Scorre nella Sacha (Jacuzia), in Russia. 
Ha origine dal lago Ulachan-Kjuël' e scorre nel Bassopiano di Abyj con direzione orientale raccogliendo l'acqua di numerosi laghi. Il suo corso si trova tra quello dell'Ujandina (a nord) e quello del Selennjach (a sud). La lunghezza del fiume è di 199 km, l'area del suo bacino è di 1 360 km². Sfocia nell'Indigirka a 679 km dalla foce, presso l'omonimo villaggio di Družina.
Il congelamento del fiume dura da inizio ottobre sino a fine maggio-inizio giugno.